# Eschelbach an der Ilm
Eschelbach an der Ilm ist ein Ortsteil des Marktes Wolnzach im oberbayrischen Landkreis Pfaffenhofen an der Ilm. Das Pfarrdorf liegt im fruchtbaren Tertiärhügelland der Hallertau, dem größten zusammenhängenden Hopfenanbaugebiet der Welt.

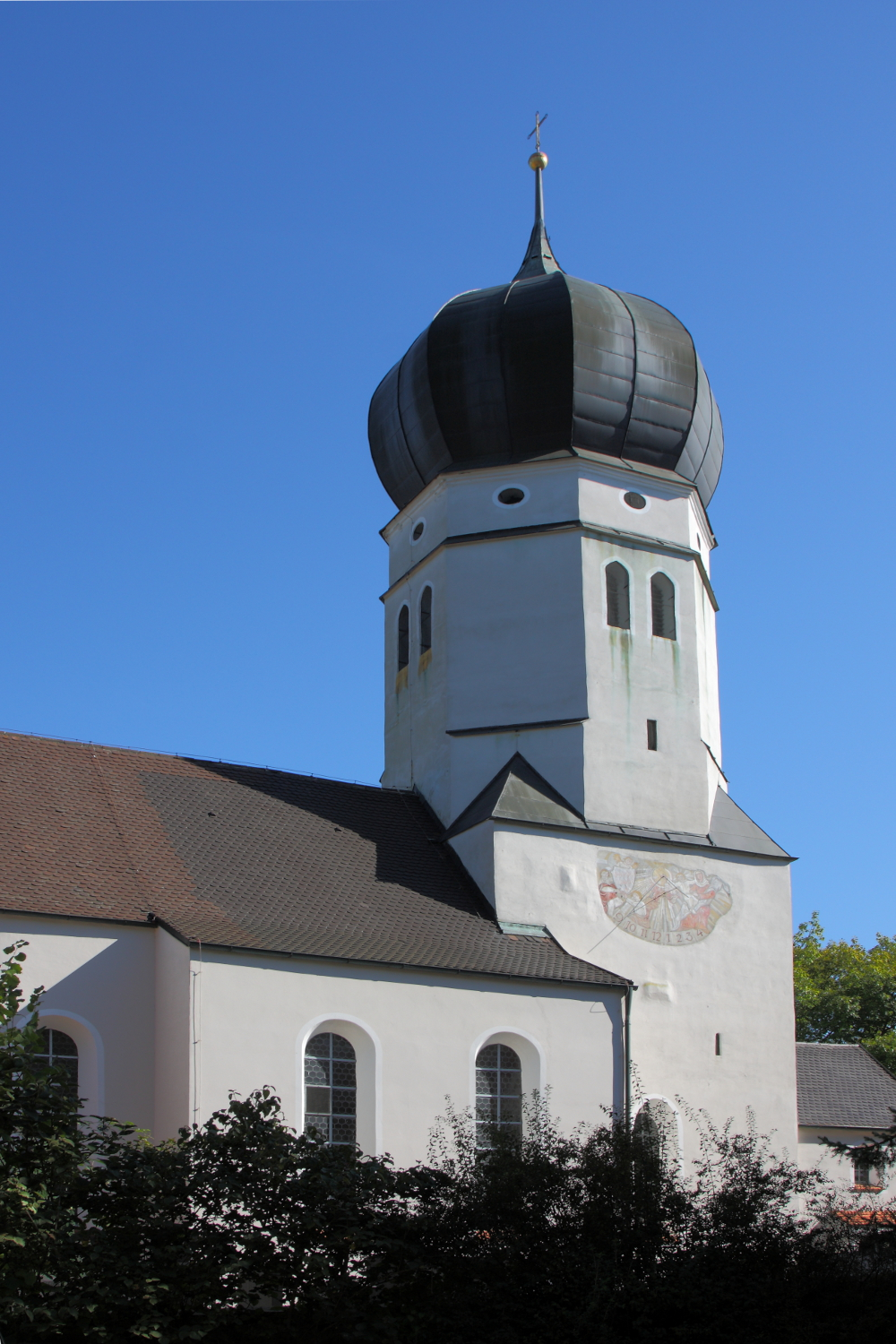
Pfarrkirche St. Emmeram

## Geschichte
Die katholische Pfarrkirche St. Emmeram ist ein verputzter Satteldachbau mit Chorturm und östlichem Sakristeianbau und stammt im Kern aus dem 15. Jahrhundert.
Eschelbach ist zudem ein alter Hofmarksort. Die Grafen von Törring besaßen mit der Hofmark Pörnbach einen aus neun ursprünglich selbstständigen Hofmarken bestehenden Besitzkomplex. Der Verwaltungsmittelpunkt der Hofmarken Pörnbach, Euernbach, Göbelsbach, Tegernbach, Ritterswörth, Burgstall, Eschelbach, Förnbach und Puch, die seit 1819/20 als Patrimonialgerichte der Grafen von Törring-Jettenbach geführt wurden, lag in Pörnbach. Die Patrimonialgerichtsbarkeit wurde in der Revolution 1848 aufgehoben.
Am 29. April 1826 fielen 33 Häuser, zehn Scheunen und 60 Giebel einem verheerenden Brand zum Opfer, was viele Bewohner in Not geraten ließ. Dem Ruf des Pfarrers nach Spenden folgten zahlreiche Bürger in der Umgebung, so dass in nur 26 Wochen der Wiederaufbau des Dorfes erfolgen konnte. Von aus Spenden übrig gebliebenen Mitteln errichteten die dankbaren Eschelbacher 1829 auf dem Burgberg die 1830 eingeweihte sogenannte Brandkapelle.
Eschelbach an der Ilm wurde im Zuge der Verwaltungsreformen in Bayern 1818 eine selbstständige politische Gemeinde mit den Teilorten Beigelswinden, Bratzhof und Bratzmühle. Am 1. Januar 1978 wurde Eschelbach an der Ilm in die Gemeinde Wolnzach eingegliedert.
Das Kloster Eschelbach wurde 1853 gegründet und stand seit 1924 unter der Verwaltung der Don-Bosco-Schwestern. 2019 wurde es abgerissen.

## Verkehr
Eschelbach liegt unmittelbar am Autobahndreieck Holledau. Wäre gemäß der ursprünglichen Planung die A93, die hier nun in die A9 mündet, weiter Richtung Westen gebaut worden, wäre dies am Ortsrand Eschelbachs erfolgt.